# Стоу (Вермонт)
Стоу (енгл. Stowe) насељено је место без административног статуса у америчкој савезној држави Вермонт.

## Демографија
По попису из 2010. године број становника је 495.
| Група             | 2000.    | 2010.       |
| Белци             | 0 (0,0%) | 464 (93,7%) |
| Афроамериканци    | 0 (0,0%) | 4 (0,8%)    |
| Азијати           | 0 (0,0%) | 10 (2,0%)   |
| Хиспаноамериканци | 0 (0,0%) | 13 (2,6%)   |
| Укупно            | 0        | 495         |